# Konsolidacja długu

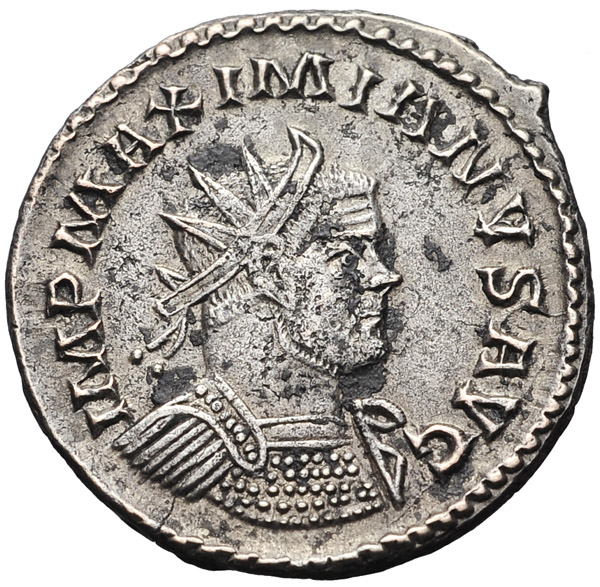
Moneta Maximianusa, Maximianus (285-305)

Konsolidacja długu – połączenie dwóch lub więcej uprzednio zaciągniętych pożyczek (kredytów) w jedną, przy jednoczesnym ujednoliceniu stopy procentowej i innych warunków pożyczki, zazwyczaj z równoczesnym wydłużeniem okresu spłaty. Głównym motywem stosowania konsolidacji długu jest zmniejszenie kosztów jego obsługi. Konsolidacja długu jest realizowane w Polsce za pomocą kredytu konsolidacyjnego.
W finansach publicznych konsolidacja długu publicznego polega na eliminacji w rachunku długu wzajemnych zobowiązań jednostek zaliczonych do sektora finansów publicznych. Ujęcie to eliminuje podwójne liczenie niektórych wielkości i zapewnia poprawne wyliczenie deficytu (lub nadwyżki budżetowej) oraz zadłużenia całego sektora finansów publicznych. Wiąże się to z tzw. zasadą jedności formalnej finansów publicznych, która nakazuje traktowanie finansów publicznych w analizie makroekonomicznej, jako jednej puli środków pieniężnych.
Konsolidacja długów konsumenckich, w tym szczególnie konsolidacja chwilówek, jest rozwiązaniem przeznaczonym dla osób, które znalazły się w trudnej sytuacji finansowej, spowodowanej zaciągnięciem wielu krótkoterminowych zobowiązań o wysokim oprocentowaniu. Polega na połączeniu kilku chwilówek w jedno zobowiązanie, zazwyczaj z niższą miesięczną ratą i wydłużonym okresem spłaty. Dzięki temu zmniejsza się bieżące obciążenie budżetu domowego, co pozwala uniknąć wpadania w tzw. spiralę długów – sytuację, w której konieczność spłaty wcześniejszych pożyczek zmusza dłużnika do zaciągania kolejnych zobowiązań. Konsolidacja chwilówek często umożliwia negocjowanie korzystniejszych warunków spłaty, takich jak niższe oprocentowanie lub zmniejszenie kosztów dodatkowych, co daje dłużnikowi szansę na stabilizację finansową i odzyskanie kontroli nad swoimi zobowiązaniami.